# Lago Morar

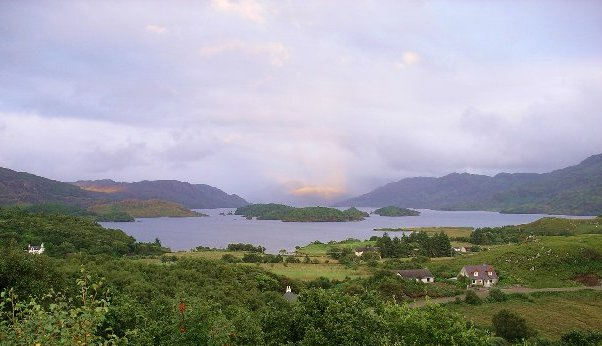
Lago Morar

Lago Morar (em gaélico escocês: Loch Mhòrair) é um lago de água doce em Lochaber, Highland, na Escócia, Reino Unido. É o quinto maior lago por área de superfície na Escócia, com 26,7 km² e o corpo de água doce mais profundo nas ilhas britânicas, com uma profundidade máxima de 310 m. O lago foi criado por ação glacial há cerca de 10 mil anos e tem uma elevação superficial de 9 metros acima do nível do mar.

## Geografia
O lago Morar tem 18,8 quilômetros de extensão, tem uma área de 26,7 km² e é o corpo de água doce mais profundo nas ilhas britânicas, com uma profundidade máxima de 310 m. Em 1910, John Murray e Laurence Pullar descobriram que tinha uma profundidade média de 87 metros e um volume total de 2.3073 quilômetros cúbicos durante sua pesquisa de lagos escoceses. O fundo é aprofundado abaixo da plataforma continental do Reino Unido e, até 1943, quando uma profundidade de 324 metros foi observada no som interno, acreditava-se que era a água mais profunda do país. A superfície do lago está 9 metros acima do nível do mar.